# NGC 2204
NGC 2204 is een open sterrenhoop in het sterrenbeeld Grote Hond. Het hemelobject werd op 26 februari 1783 ontdekt door de Britse astronoom Caroline Herschel.

## Synoniemen
- OCL 572
- ESO 556-SC7